# Strangalia guindoni
Strangalia guindoni là một loài bọ cánh cứng trong họ Cerambycidae.